# Nuncia elongata
Nuncia elongata is een hooiwagen uit de familie Triaenonychidae.